# Aristides Martínez Ortega
Aristides Martínez Ortega (Ciudad de Panamá, 31 de diciembre de 1936 murió 17 de marzo de 2025) fue un escritor, poeta y académico panameño.

## Biografía
Cursó estudios secundarios en el Instituto Nacional y universitarios en el Instituto Pedagógico de la Universidad de Chile, donde obtuvo un título de literatura general.
Su primer cuaderno de poemas llamado Retoños fue publicado en 1956, cuando aún era miembro del grupo literario Demetrio Herrera, obra realizada junto con Jaime de León. En 1959 publicó Poemas al sentido común y en 1962 publicó A manera de protesta, ganador del premio "Arte y Universidad", auspiciado por la Universidad de Chile y la Sociedad de Escritores de Chile.
Fue catedrático de literatura panameña y literatura universal en la Universidad de Panamá. Ha colaborado como crítico literario y periodista de opinión en varios diarios, fue director en la Revista Lotería, también ha colaborado editorialmente en la Asamblea Nacional de Panamá y en el Instituto de Estudios Nacionales de la Universidad de Panamá.
Asumió como director del Instituto Nacional de Cultura y es miembro de número de la Academia Panameña de la Lengua, ocupando la silla Ñ y sucediendo a Rodrigo Miró. En 2013 fue jurado del Premio Cervantes, en representación de la Asociación de Academias de la Lengua Española.
Ha sido condecorado por el gobierno chileno con la medalla Pablo Neruda (2004) y la medalla Gabriela Mistral (2005).

## Obras publicadas
- Retoños (colaboración poética con Jaime de León, 1956)
- Poemas al sentido común (1959)
- A manera de protesta (poemario de 1964, edición ampliada en 1972)
- La modalidad vanguardista en la poesía panameña (crítica literaria, 1973)
- Pablo Neruda: el poeta (crítica literaria, 1983)
- Demetrio Korsi: el poeta (crítica literaria, 1983)
- Las generaciones de poetas panameños (crítica literaria, 1992)
- Protesta sin maneras (poesía, 1997)
- Panamá: poesía escogida (1998)
- Reflexiones en torno a la historiografía literaria panameña (1999)
- Diccionario de la literatura panameña (colaboración con Franz García de Paredes y Ricardo Segura Jiménez (2002)
- Compendios de escritos políticos: Panamá siglo XX. Centenario de la Asamblea Nacional, 1906-2006 (2006)
- Poesía en Panamá, en la historia y en la crítica (2010)
- De «A manera de protesta» y «Protesta sin maneras» a «Protestas del catorce» (2014)